# Xanrey
Xanrey é uma comuna francesa na região administrativa de Grande Leste, no departamento de Mosela. Estende-se por uma área de 7,81 km². Em 2010 a comuna tinha 115 habitantes (densidade: 14,7 hab./km²).